# Rosport-Mompach
Rosport-Mompach (luxembourgeois : Rouspert-Mompech) est une commune luxembourgeoise située dans le canton d'Echternach.

## Histoire
La commune naît le 1er janvier 2018 de la fusion des communes de Rosport et Mompach,.

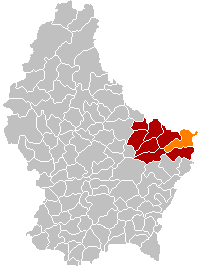
Rosport.
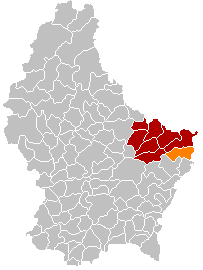
Mompach.
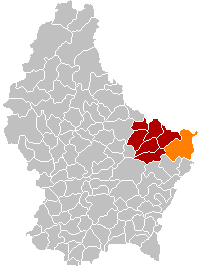
Rosport-Mompach.

## Héraldique, logotype et devise
La commune ne possède pas de blason.

## Géographie

### Sections de la commune
- Born
- Boursdorf
- Dickweiler
- Girst
- Herborn
- Hinkel
- Moersdorf
- Mompach
- Osweiler
- Rosport (chef-lieu)
- Steinheim
- Girsterklaus
- Lilien

### Autres villages
- Givenich

### Communes limitrophes
La commune est délimitée à l’est par la frontière allemande.
Les communes limitrophes sont  Bech, Echternach, Langsur, Manternach, Mertert, Minden et Ralingen.
| Echternach | Minden (Allemagne) | Ralingen (Allemagne) |
| Bech       | Rosport-Mompach    | Langsur (Allemagne)  |
| Manternach |                    | Mertert              |

## Politique et administration

### Liste des bourgmestres
| Identité                             | Période          | Période          | Durée                     | Étiquette |
| Identité                             | Début            | Fin              | Durée                     | Étiquette |
| ------------------------------------ | ---------------- | ---------------- | ------------------------- | --------- |
| Romain Osweiler (d)                  | 28 novembre 2017 | 8 septembre 2022 | 4 ans, 9 mois et 11 jours | CSV       |
| Stéphanie Weydert (en) (née en 1984) | 9 septembre 2022 | En cours         | 2 ans, 6 mois et 5 jours  | CSV       |

## Population et société

### Démographie
L'évolution du nombre d'habitants est connue à travers les recensements de la population effectués dans le pays depuis 1821. Les recensements décennaux de la population permettent de caler les chiffres sur la composition de la population par sexe, âge, nationalité et commune de résidence. Entre deux recensements, la population au 1er janvier de l’année {\displaystyle x} est évaluée en ajoutant à la population au 1er janvier de l’année {\displaystyle x-1} les soldes naturel (naissances {\displaystyle -} décès) et migratoire (arrivées {\displaystyle -} départs) de l'année. La même méthode est appliquée pour la répartition par âge au 1er janvier et les effectifs totaux par nationalité. Depuis le 1er septembre 2023, le Luxembourg dénombre 100 communes.
Au 1er janvier 2024, la commune comptait 3 714 habitants.
| 2018  | 2019  | 2020  | 2021  | 2022  | 2023  | 2024  |
| ----- | ----- | ----- | ----- | ----- | ----- | ----- |
| 3 669 | 3 644 | 3 613 | 3 631 | 3 640 | 3 704 | 3 714 |

Pour des raisons techniques, il est temporairement impossible d'afficher le graphique qui aurait dû être présenté ici.

## Économie
La commune fait partie de la zone d'appellation du crémant de Luxembourg.
L’usine d’eau gazeuse Sources Rosport SA se situe à Rosport.

## Personnalité
- Henri Tudor (1859–1928), ingénieur